# Mariko Peters
Mariko Peters (Berkeley (Californië), 22 april 1969) is een Nederlandse oud-politica van GroenLinks. Voor deze politieke partij zat zij van 30 november 2006 tot en met 20 september 2012 in de Tweede Kamer. Sinds 2013 werkt zij weer voor het ministerie van Buitenlandse Zaken waar zij voor haar politieke carrière ook al werkzaam was.

## Jeugd en opleiding
Peters, die een Nederlandse vader en een Japanse moeder heeft, studeerde rechten aan de Universiteit Leiden waarin zij in 1995 haar doctoraalexamen behaalde. Tijdens haar studie was Peters studentassistent bij onder meer het onderzoeksinstituut Recht en Beleid. Tussen 1990 en 1992 studeerde zij Japanse literatuur en rechten aan de Universiteit van Kyoto en de International Christian University. In 1996 behaalde zij haar Master of Laws aan de Columbia Law School van de Columbia-universiteit.

## Juridische carrière
Tussen 1996 en 2000 werkte zij als advocate bij het kantoor De Brauw Blackstone Westbroek. In 2000 deed zij een praktijkopleiding Europees Mededingingsrecht aan de Grotius Academie en een jaar Clingendael. Vervolgens werkte ze als mensenrechten-jurist bij de OVSE-missie in Bosnië en Herzegovina. In 2002 maakte zij de overstap naar het ministerie van Buitenlandse Zaken, waar zij werkte als beleidsmedewerker. In 2004 werd zij plaatsvervangend chef de poste van de Nederlandse ambassade in Afghanistan. Van augustus tot november 2006 was zij, namens de Nederlandse regering, adviseur van Rangin Dadfar Spanta, de minister van Buitenlandse Zaken van Afghanistan.

## Politieke carrière
In september 2006 werd zij als relatief onbekende outsider op de vierde plaats van de lijst van GroenLinks voor de landelijke verkiezingen geplaatst. Zij was sinds 2001 lid van deze partij. Ze is gevraagd door Farah Karimi (oud-buitenlandwoordvoerder van GroenLinks) toen deze Afghanistan bezocht.
Peters is als mensenrechtenjurist en diplomaat betrokken geweest bij democratiseringsprocessen en armoedebestrijding. Zij profileerde zich bij de verkiezingen als een kosmopolitische kandidaat, gericht op 'internationale solidariteit, mensenrechten en vreedzame samenwerking'.
Ze hield haar maidenspeech op 7 december 2006 bij het debat over de Europese Top en zat in de parlementaire commissies Buitenlandse Zaken, Europese Zaken en Defensie. Ze was tevens lid van het dagelijks bestuur van de Atlantische Commissie.
Tussen 2 september 2008 en 1 januari 2009 werd Peters, die op zwangerschapsverlof was, in eerste instantie vervangen door Jolande Sap en later door Isabelle Diks. In oktober 2008 werd zij moeder van een zoontje. In januari 2011 kreeg zij een tweeling. Tijdens dit zwangerschapsverlof werd zij vervangen door Niels van den Berge. Op 11 maart 2011 keerde Peters terug in de Tweede Kamer.
Vanaf 2010 was Peters woordvoerder buitenlandse zaken, openbaar bestuur, digitale vrijheid en media & cultuur. Ze ontwierp het plan voor de Nederlandse geïntegreerde politietrainingsmissie in Kunduz en diende die samen met D66 in op 21 april 2010. De motie werd aangenomen en uitgevoerd door het Kabinet-Rutte I van 2011 tot 2013. Op 10 juli 2012 diende Peters een initiatiefnota in voor een nieuwe Wet openbaarheid van bestuur dat op 19 april 2016 door de Tweede Kamer werd aangenomen als Wet Open Overheid. Het voorstel is niet behandeld door de Eerste Kamer door discussies over de invoeringskosten. Een bijgesteld voorstel wordt mogelijkerwijs in 2019 in de Tweede Kamer behandeld.

### Aantijgingen
In 2011 schreven diverse media over vermeende laakbare handelingen van Peters.
de Volkskrant suggereerde dat Peters betrokken zou zijn bij de ontvoering van drie kinderen van haar partner uit een eerder huwelijk, maar Peters ontkende dit. NRC Handelsblad meldde dat het belastende materiaal afkomstig was van haar partner's ex-vrouw, die jarenlang diverse media benaderde en naar verluidt uit was op reputatieschade. In HP/De Tijd stelde journaliste Lise Witteman dat GroenLinks haar onder druk had gezet om niets over deze affaire te schrijven en dat de partij juridische stappen overwoog.
HP/De Tijd meldde dat Peters in 2005 een subsidieaanvraag van de organisatie van haar partner aanbevolen zou hebben bij het Prins Claus Fonds. Uit onderzoek van het ministerie van Buitenlandse Zaken bleek echter dat het advies van Peters aan het Prins Claus Fonds niet beïnvloed was door privégevoelens, al had ze conform de Gedragscode van het ministerie deze privé-relatie wel moeten melden".
Vrij Nederland belichtte uitgebreid de rol van de media, die een front tegenover Peters en haar partner leken te vormen. Peters klaagde vervolgens bij de Raad voor de Journalistiek HP/De Tijd en journaliste Lise Witteman aan. De raad meende dat de beschuldigingen over kinderontvoering onvoldoende waren gefundeerd, en dat er door Witteman onvoldoende gelegenheid tot wederhoor was geboden. De klacht werd wat betreft de overige aantijgingen ongegrond bevonden. Thom Meens, voormalig ombudsman van de Volkskrant, stelde in 2011 dat het onbetamelijk was dat die krant de privécorrespondentie van Peters had gepubliceerd.
Een vermeend spion beschuldigde in 2011 Peters ervan hem verraden te hebben. Peters ontkende dit. De Nationale Ombudsman, de CTIVD en de toenmalige minister (Henk Kamp) verklaarden de beschuldigingen ongegrond.

## Na de politiek
Bij de Tweede Kamerverkiezingen van september 2012 was ze niet verkiesbaar. In 2013 keerde ze terug bij haar oude werkgever, het ministerie van Buitenlandse Zaken, als senior beleidsmedewerker op de directie Stabiliteit en Humanitaire Hulp. Van 2014 tot 2016 was Peters gedetacheerd door Buitenlandse Zaken bij de Wereld Bank, afdeling Fragility, Conflict and Violence in Nairobi. Vanaf 2016 is ze werkzaam op de Nederlandse Ambassade in Ethiopië als regiocoördinator voor vluchtelingenzaken en migratie in de Hoorn van Afrika.
- Parlement.com: vhekc59mp4zu